# Let's Love (Melanie C)
Let's Love è un singolo estratto dal secondo album di Melanie C Reason solo per il mercato giapponese.
È stato uno dei quattro singoli estratti dall'album Reason nel mondo, insieme a Here It Comes Again, On the Horizon e Melt / Yeh Yeh Yeh per l'Inghilterra e il resto d'Europa.
Pubblicato il 6 agosto 2003 per l'etichetta discografica Virgin, il singolo includeva una versione strumentale della canzone e due b-side, Like That e Living Without You. Realizzato in Giappone poiché utilizzato per sei mesi come colonna sonora di uno spot di un'auto della Toyota in Asia e Australia, per la canzone non è stato realizzato un video musicale.

## Tracce
Japanese CD
1. "Let's Love" - 3:23
2. "Like That" - 3:09
3. "Living Without You" - 4:06
4. "Let's Love" (Instrumental) - 3:23